# Patrick Spies
Patrick Spies (* 1. Oktober 1979 in Eiterfeld) ist ein deutscher Koch.

## Werdegang
Nach seiner Lehre 1996 bis 1999 in Fulda ging er 2000 zu Reto Mathis food affairs nach St. Moritz. 2001 bis 2004 kochte er bei Jörg Müller auf Sylt und danach auf Gut Lärchenhof in Pulheim. 2005 wechselte er zu Thomas Balensiefer als Souschef zur Villa Hammerschmiede in Pfinztal. 
2008 wurde er dort Küchenchef und wurde 2009 mit einem Michelin-Stern ausgezeichnet. Anfang 2011 übernahm er im Restaurant L'étable in Bad Hersfeld die Küchenleitung. Ab 2012 wurde das Restaurant im Guide Michelin mit einem Stern ausgezeichnet und im Gault Millau mit 17 Punkten. Ende 2018 verließ er das L'étable und arbeitete in Zürich.
Seit Sommer 2024 ist er Gastgeber im Gourmet-Restaurant 1906 in Fulda.

## Auszeichnungen
- 2009: Ein Michelinstern für die Villa Hammerschmiede in Pfinztal.
- 2010: Aufsteiger des Jahres, Gusto Baden-Württemberg[7]